# Chantal De Spiegeleer
Pour les articles homonymes, voir De Spiegeleer.
Chantal De Spiegeleer, née le 15 avril 1957 à Léopoldville (Congo Belge) et morte le 15 février 2025 à Cananéia (Brésil), est une autrice de bande dessinée belge.

## Biographie
Chantal De Spiegeleer naît le 15 avril 1957 à Léopoldville, (Kinshasa) au Congo belge, devenu République démocratique du Congo,.
En 1975, elle est admise à l'École supérieure des arts graphiques Saint-Luc (Bruxelles). Elle y fait partie de l'Atelier R, fondé par Claude Renard, à l'origine de l'album collectif, Le 9e rêve, où elle publie ses premières planches. Elle publie ensuite un court récit de onze planches dans la revue (À suivre) intitulé Façades blanches en 1978.
Elle commence sa carrière dans la mode à la fin des années 1970 pour Cacharel, Daniel Hechter, Armani ou Chanel. Après avoir rencontré René Sterne en 1980, elle publie Mirabelle, planches en noir et blanc, un ovni graphique découpé avec le regard acerbe d’une Coco Chanel, aux éditions Moretti en 1982, puis s'oriente vers la publicité.
Elle est coloriste de la série Adler, réalisée par René Sterne à partir de 1985. 
En 1987, elle fait son entrée à l’hebdomadaire Tintin avec un gag et un court récit de deux planches dans le Super Tintin  n° 37. Venue à la couleur, elle compose un Hollywood imaginaire avec, Madila, qui met en scène une héroïne antimachiste d’une mélancolie proche de Louise Brooks,, aux éditions Le Lombard, qui éditent quatre tomes de la série : Madila Bay (1988), Rouge Rubis (1989), Octavie (1992) et Zelda et moi (1993), dont les deux derniers opus sont prépubliés dans Hello Bédé. La série fait l'objet d'une intégrale parue aux éditions du Lombard, de 2008 à 2009. 
Chantal De Spiegeleer et René Sterne s'installent à Union Island dans l'archipel des Grenadines en 1992. Puis, l’artiste montoise se consacre à la peinture virtuelle, au jeu vidéo et à la création de tissu. 
Elle collabore à deux albums collectifs en Espagne : le premier, avec René Sterne, consacré aux droits des enfants, le deuxième, seule, consacré aux droits des femmes (éditions Ikusager).
Chantal de Spiegeleer termine l'album entamé par son mari, René Sterne, décédé en 2006, La Malédiction des Trente deniers - Tome 1, une aventure de Blake et Mortimer.
Selon Patrick Gaumer, « Chantal De Spiegeleer adopte un traitement graphique original, une ligne claire stylisée et géométrique d'une parfaite lisibilité ».
Elle meurt le 15 février 2025 au Brésil,, à l'âge de 67 ans.

## Publications

### Albums de bande dessinée
- Mirabelle, Moretti, 1982
- Madila (scénario, dessin et couleurs) Le Lombard

1. Madila Bay, 1988  (ISBN 2-8036-0725-5)
2. Rouge Rubis[15], 1989  (ISBN 2-8036-0756-5)
3. Octavie, 1992  (ISBN 2-8036-0854-5)
4. Zelda et moi, 1995  (ISBN 2-8036-1136-8)
5. Intégrale Madila[1], 2008  (ISBN 978-2-8036-2428-7),Contient un cinquième titre inédit Les Yeux dans les Yeux. Dossier de présentation rédigé par Daniel Fano[16].

- Blake et Mortimer : La malédiction des trente deniers - Tome 1 (dessin), éditions Blake et Mortimer, 2009  (ISBN 978-2-87097-115-4) (à partir de la page 30)

#### Comme coloriste
- 1. L'Avion du Nanga, Le Lombard, Bruxelles, juin 1987
Scénario et dessin : René Sterne - Couleurs : Chantal De Spiegeleer -  (ISBN 2-803-60648-8)
- 2. Le Repaire du Katana, Le Lombard, Bruxelles, janvier 1988
Scénario et dessin : René Sterne - Couleurs : Chantal De Spiegeleer -  (ISBN 2-803-60673-9)
- 3. Muerte transit, Le Lombard, Bruxelles, octobre 1989
Scénario et dessin : René Sterne - Couleurs : Chantal De Spiegeleer -  (ISBN 2-803-60764-6)
- 4. Dernière Mission, Le Lombard, Bruxelles, octobre 1992
Scénario et dessin : René Sterne - Couleurs : Chantal De Spiegeleer -  (ISBN 2-803-60851-0)
- 5. Black Bounty, Le Lombard, Bruxelles, octobre 1995
Scénario et dessin : René Sterne - Couleurs : Chantal De Spiegeleer -  (ISBN 2-803-61157-0)
- 6. L'Île perdue, Le Lombard, Bruxelles, juin 1996
Scénario et dessin : René Sterne - Couleurs : Chantal De Spiegeleer -  (ISBN 2-803-61208-9)
- 7. La Jungle rouge[17], Le Lombard, Bruxelles, novembre 1997
Scénario et dessin : René Sterne - Couleurs : Chantal De Spiegeleer -  (ISBN 2-803-61267-4)
- 8. Les Maudits[18], Le Lombard, Bruxelles, novembre 1998
Scénario et dessin : René Sterne - Couleurs : Chantal De Spiegeleer -  (ISBN 2-803-61354-9)
- 9. La Force[19], Le Lombard, Bruxelles, octobre 2000
Scénario et dessin : René Sterne - Couleurs : Chantal De Spiegeleer -  (ISBN 2-803-61493-6)
- 10. Le Goulag[20], Le Lombard, Bruxelles, avril 2003
Scénario et dessin : René Sterne - Couleurs : Chantal De Spiegeleer -  (ISBN 2-803-61807-9)

1. Adler: Intégrale 1 (2008,  (ISBN 978-2-803-62398-3))
2. Adler: Intégrale 2 (2008,  (ISBN 978-2-803-62460-7))

### Collectifs
- (es) Alain Bignon et René Sterne, Los derechos del niño, Ikusager, 1991, 68 p. (ISBN 84-85631-43-9, présentation en ligne).
- (es) Annie Goetzinger et Cinzia Ghigliano, Los derechos de la mujer, Ikusager, 1992, 76 p. (ISBN 84-85631-53-6, présentation en ligne).

### Artbooks
- Participation à Pepperland 1970 1980 encore titré 80 chats pour Tania, 10 ans pour Pepperland réalisé à l'occasion de l'anniversaire de la librairie Pepperland[21].
- Fax to fax, Galerie Ziggourat, Bruxelles, septembre 1996
Scénario et dessin : Chantal De Spiegeleer - Couleurs : noir et blanc -  (ISBN 2930203005),Échange de correspondance par fax avec Juan d'Oultremont. Format à l'italienne.

### Collections publiques
3 œuvres de cette artiste sont conservées au Centre belge de la bande dessinée et font partie du patrimoine mobilier de la région Bruxelles-Capitale.

#### Livres
: document utilisé comme source pour la rédaction de cet article.
- Jean-Louis Lechat, Un demi-siècle d’aventures t. 2 : 1970 - 1996, Bruxelles, Le Lombard, 5 décembre 1996, 224 p., ill. ; 31 cm (ISBN 280361233X, OCLC 37995939, BNF 37539082, présentation en ligne), p. 146, 151, 168, 169, 190. .
- Suzanne Van Rokeghem, Jacqueline Aubenas et Jeanne Vercheval-Vervoort, Des femmes dans l'histoire en Belgique, Luc Pire Éditions, 2006, 303 p., ill. ; 28 cm (ISBN 9782874155239 et 2-87415-523-3, OCLC 470723855, présentation en ligne), p. 246-247. ,lire sur Google Livres
- Le 9e Rêve no 6, Bruxelles, Institut Saint-Luc de Bruxelles, École de recherche graphique, 2006, 144 p. (présentation en ligne), p. 33.
- Patrick Gaumer, « De Spiegeleer, Chantal », dans Dictionnaire mondial de la BD, Paris, Larousse, 2010, 953 p., ill. ; 27 cm (ISBN 978-2-0358-4331-9 et 2-0358-4331-6, OCLC 920924930, présentation en ligne), p. 249. .
- Philippe Mellot, Michel Denni, Laurent Turpin et Isabelle Morzadec, Trésors de la bande dessinée : BDM 2022-2023 - Catalogue encyclopédique et Argus, Paris, Les Arènes, novembre 2022, 23e éd., 1677 p., ill. ; 23 cm (ISBN 9791037507280, OCLC 1351462460, présentation en ligne), p. 174, 376, 776, 841. .

#### Articles
- Nicolas Anspach, « Le retour de Chantal De Spiegeleer », ActuaBD,‎ 6 février 2004 (lire en ligne, consulté le 29 mars 2024)
- Nicolas Anspach, « « La Malédiction des trente deniers », l’album maudit de Blake et Mortimer, s’achève enfin », ActuaBD,‎ 13 septembre 2009 (lire en ligne, consulté le 9 janvier 2023).

### Podcasts
- Interview Chantal de Spiegeleer émission Eclectrique présentée par Romain Pierre Giergen, sur 48FM via Mixcloud, 2019, (44 min 34 s).